# Малайско-полинезийски езици
Малайско-полинезийските езици включват индонезийски език, малайски език, маорски език и са подгрупа на австронезийските езици. Те са разпръснати по островите на Югоизточна Азия и Тихия океан. тези езици се говорят от около 386 000 000 души по света. Отличават се с проста фонология, неголямо количество устойчиви фонеми и използват повторението (редупликация) като средство за образуване на множествено число, например уики-уики. Най-широко разпространен от бурнейските езици е малгашкият език, говорен в Мадагаскар от около 20 милиона души. Езиците на Океания се говорят от около 2 милиона души.